# Wierch Spalenisko
Die Wierch Spalenisko ist ein Berg in der polnischen Westtatra mit 1324 Metern Höhe. 

## Lage und Umgebung
Die Wierch Spalenisko liegt in der polnischen Tatra zwischen den Tälern Dolina Lejowa und Dolina Huciańska.

## Tourismus
Auf den Gipfel führen keine markierten Wanderwege. Der Gipfel ist jedoch von den umliegenden Tälern gut einsehbar.
Als Ausgangspunkt für eine Besteigung der Wanderwege um den Gipfel eignen sich die Ornak-Hütte und die Chochołowska-Hütte.

## Belege
- Zofia Radwańska-Paryska, Witold Henryk Paryski, Wielka encyklopedia tatrzańska, Poronin, Wyd. Górskie, 2004, ISBN 83-7104-009-1.
- Tatry Wysokie słowackie i polskie. Mapa turystyczna 1:25.000, Warszawa, 2005/06, Polkart, ISBN 83-87873-26-8.